# Harpactea johannitica
Harpactea johannitica är en spindelart som beskrevs av Brignoli 1976. Harpactea johannitica ingår i släktet Harpactea och familjen ringögonspindlar.
Artens utbredningsområde är Grekland. Inga underarter finns listade i Catalogue of Life.